# Алькен (Німеччина)
Алькен (нім. Alken) — громада в Німеччині, розташована в землі Рейнланд-Пфальц. Входить до складу району Маєн-Кобленц. Складова частина об'єднання громад Райн-Мозель.
Площа — 8,04 км2. Населення становить 662 ос. (станом на 31 грудня 2020).

## Галерея

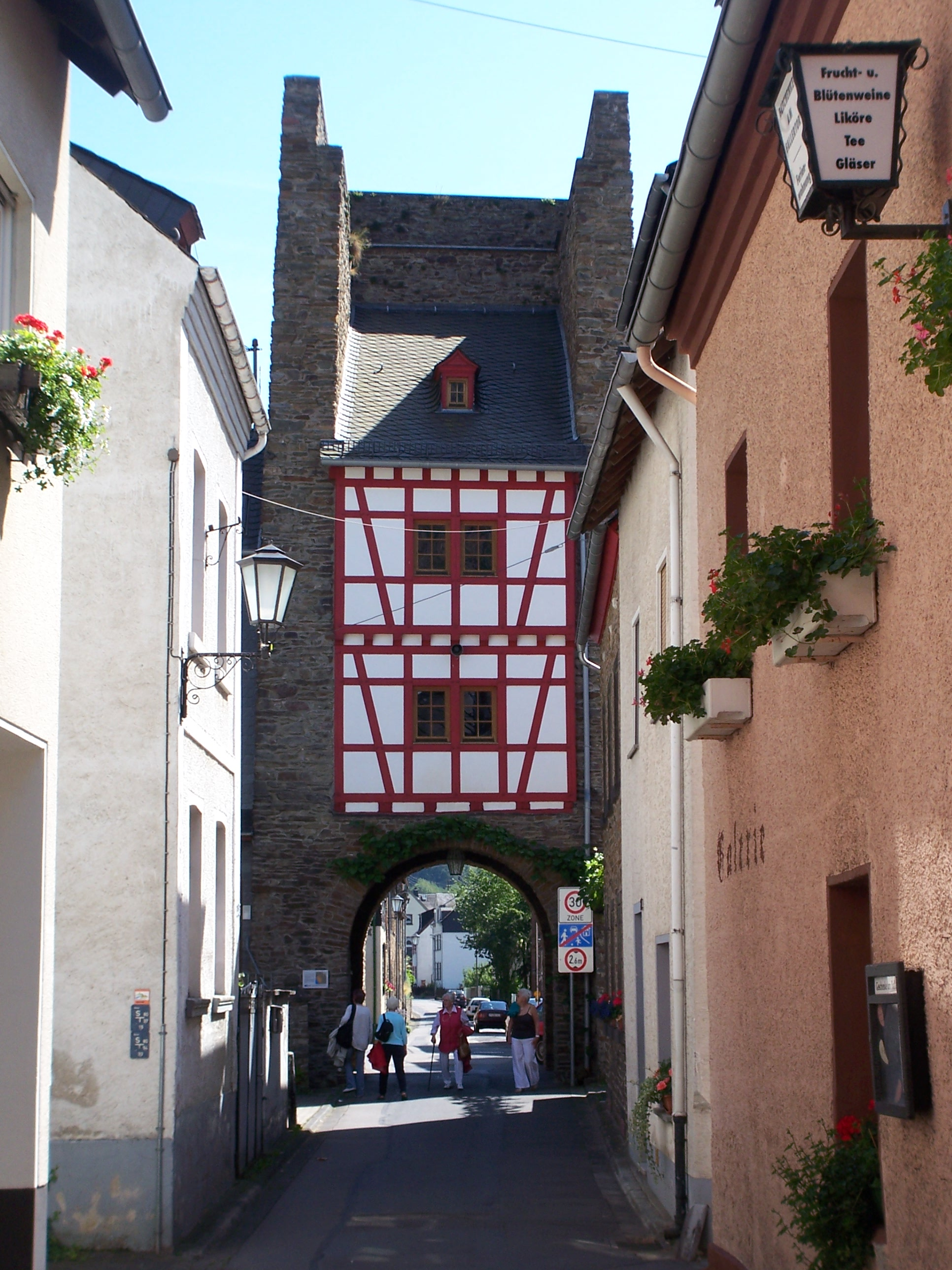
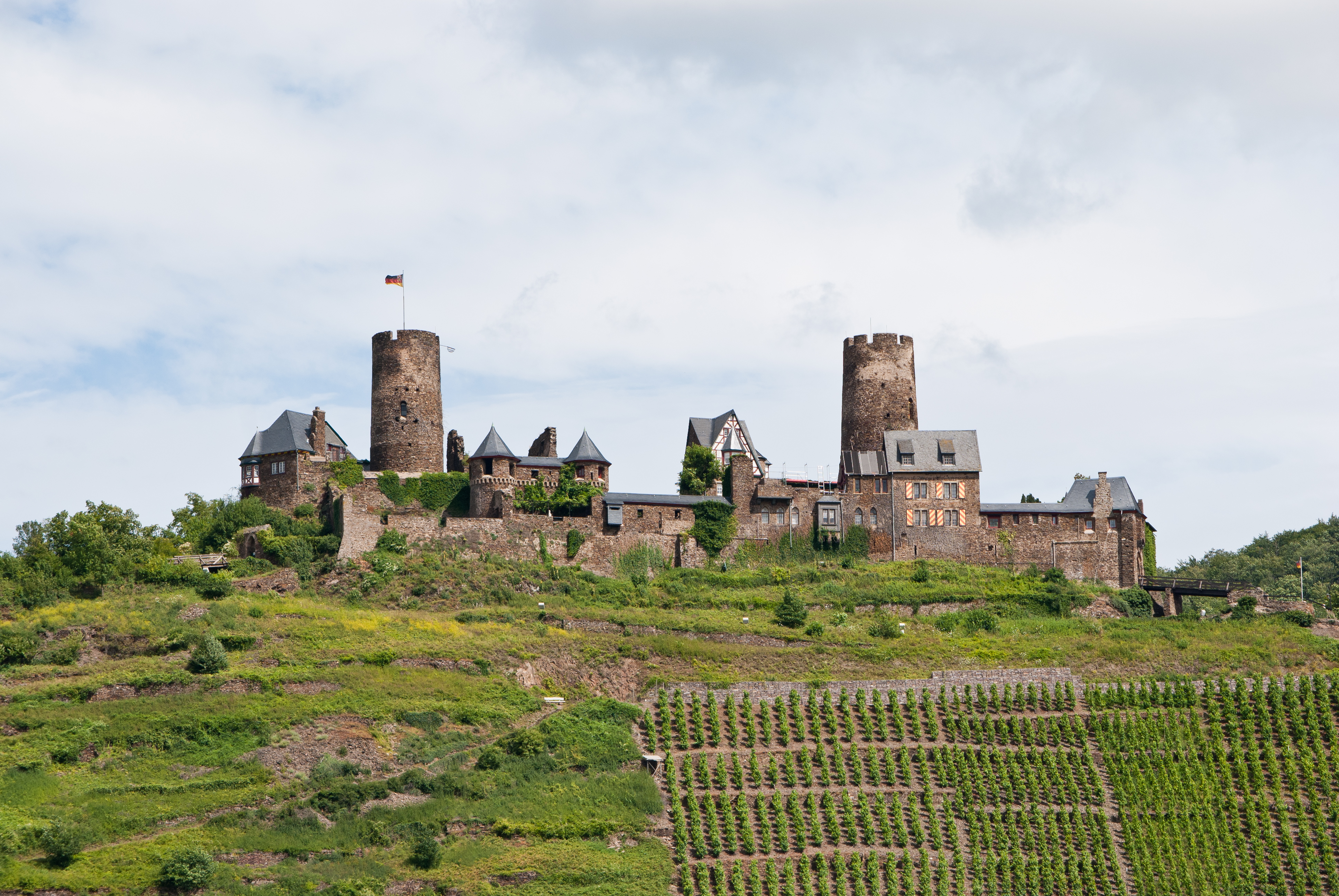